# Revolta de Kaocen
La Revolta de Kaocen va ser una rebel·lió tuareg contra el domini colonial francès de la zona al voltant de les muntanyes d'Aïr del nord del Níger, entre 1916 i 1917.

## Antecedents
La revolta liderada per Kaocen va ser només un episodi del recurrent conflicte entre algunes confederacions tuaregs i els francesos.
El 1911, un aixecament de Firhoun, amenokal de la confederació tuareg d'Ikazkazan, va ser aixafat en Ménaka i després de la seva fugida només va reaparèixer al nord-est de Mali en 1916.
Molts grups tuaregs havien lluitat contínuament contra els francesos (i contra els italians després de la seva invasió de Líbia en 1911) des de la seva arribada a l'última dècada del segle xix.
Uns altres grups van ser conduïts a la revolta per la greu sequera dels anys 1911-1914, pels impostos francesos, la confiscació de camells per a ajudar altres conquestes, i per l'abolició francesa del tràfic d'esclaus que va portar a moltes comunitats servils assentades a la zona a revoltar-se contra les normes tradicionals.
La revolta Kaocen també es pot posar en la llarga història del conflicte tuareg amb les ètnies Songhai i Haussa, al centre-sud del Sàhara, que es remunta almenys des de l'ocupació d'Agadez per l'Imperi Songhai en 1500, o fins i tot des de les primeres migracions dels berber tuareg al sud d'Aïr entre el segle xi i xiii.

## La revolta
Ag Mohammed Wau Teguidda Kaocen (1880-1919) va ser el líder tuareg de l'aixecament contra els francesos.
Kaocen pertanyia a l'antifrancès orde religiós sufí dels senussi, i va ser l'amenokal de la confederació tuareg d'Ikazkazan. Kaocen havia participat en nombrosos atacs de poca importància contra les forces colonials franceses des de 1909. Quan els líders senussi dels oasis de la regió de Fezzan (en l'actual Líbia) van declarar des de la ciutat de Kufra un gihad contra els colons francesos a l'octubre de 1914, Kaocen va reunir a les seves forces.
Tagama, l'sultà d'Agadez, es va mentenir lleial als francesos. El 17 de desembre de 1916, les forces de Kaocen van assetjar Agadez. Els assaltants tuaregs dirigits per Kaocen i el seu germà Mokhtar Kodogo, que sumaven més de 1.000 i estaven armats amb rifles de repetició i un canó confiscats als italians de Líbia, van derrotar diverses columnes d'auxili franceses. Es van apoderar de totes les ciutats importants d'Aïr, incloent Ingall, Assodé i Aoueras, aconseguint el control de l'actual nord de Níger durant més de tres mesos.

## La supressió
Finalment el 3 de març de 1917, una gran força francesa enviada des de Zinder va alliberar Agadez del setge i va començar a apoderar-se de les ciutats rebels. Els francesos van realitzar represàlies a gran escala contra aquests pobles, especialment contra els maràbots locals, tot i que molts ni eren tuaregs ni van donar suport a la rebel·lió. Els francesos van fer a prop de 130 execucions públiques en Agadez i Ingall. Els rebels tuaregs també van dur a terme una sèrie d'atrocitats.
En 1919, mentre Kaocen fugia cap al nord, va ser penjat per les forces locals en Murzuch. El 1920, Kodogo va ser assassinat pels francesos, quan va ser derrotat en una rebel·lió dels tubu i fulbe que va liderar, en el Sultanat de Damagaram.

## Conseqüències
La memòria de les revoltes i les morts al seu pas es manté fresca en la ment dels tuaregs moderns, que es veu tant com a part d'una gran lluita anticolonial, i com a part de la lluita posterior a la independència de l'autonomia contra els governs de Níger i dels seus veïns.
Els conflictes han persistit des de la independència, amb importants aixecaments tuareg en la regió d'Adrar des Ifoghas (Mali) durant 1963-1964, les insurgències durant la dècada de 1990 en Mali i Níger, i una sèrie renovada d'insurreccions que van començar a mitjans de la dècada de 2000.